# 2016 no desporto
Nesta página encontram-se os fatos e referências do desporto que aconteceram durante o ano de 2016.

## Eventos previstos

### Eventos Multidesportivos
- 12 a 21 de fevereiro - Jogos Olímpicos de Inverno da Juventude, em  Lillehammer
- 5 a 21 de agosto - Jogos Olímpicos, no  Rio de Janeiro
- 7 a 18 de setembro - Jogos Paralímpicos, no  Rio de Janeiro

### Automobilismo
- 22 de janeiro a 20 de novembro - Mundial de Rally (WRC)
- 13 de fevereiro a 20 de novembro - NASCAR Sprint Cup
- 19 de fevereiro a 18 de novembro - NASCAR Truck Series
- 20 de fevereiro a 19 de novembro - NASCAR Xfinity Series
- 5 de março a 27 de novembro - V8 Supercars
- 6 de março a 11 de dezembro - Stock Car Brasil
- 13 de março a 18 de setembro - Fórmula Indy
- 20 de março a 25 de novembro - WTCC
- 20 de março a 27 de novembro - Fórmula 1
- 17 de abril a 29 de novembro - Mundial de Endurance (FIA WEC)
  - 29 de maio - 500 Milhas de Indianápolis
  - 18 e 19 de junho - 24 Horas de Le Mans

### Futebol
- 2 a 25 de janeiro - Copa São Paulo de Futebol Júnior
- 10 de janeiro a 8 de maio - Campeonato Pernambucano
- 23 de janeiro a 8 de maio - Campeonato Potiguar
- 28 de janeiro a 7 de maio - Campeonato Capixaba
- 30 de janeiro a 3 de maio - Campeonato Carioca
- 30 de janeiro a 7 de maio - Campeonato Brasiliense
- 30 de janeiro a 8 de maio
  - Campeonato Catarinense
  - Campeonato Goiano
- 31 de janeiro a 8 de maio
  - Campeonato Baiano
  - Campeonato Gaúcho
  - Campeonato Mineiro
  - Campeonato Paraense
  - Campeonato Paranaense
  - Campeonato Paulista
- 27 de janeiro a 31 de março - Primeira Liga (Brasil)
- 2 de fevereiro a 27 de julho - Copa Libertadores da América
- 6 de fevereiro a 11 de maio - Copa Verde
- 13 de fevereiro a 1 de maio - Copa do Nordeste
- 16 de março a 30 de novembro - Copa do Brasil
- 14 de maio a 26 de novembro - Campeonato Brasileiro - Série B
- 14 de maio a 4 de dezembro - Campeonato Brasileiro
- 21 de maio a 6 de novembro - Campeonato Brasileiro - Série C
- 3 a 26 de junho - Copa América Centenário, nos  Estados Unidos
- 12 de junho a 2 de outubro - Campeonato Brasileiro de Futebol - Série D
- 10 de junho a 10 de julho - Eurocopa, na  França

### Futsal
- 10 de setembro a 1 de outubro - Copa do Mundo, na  Colômbia

### Tênis
- 18 a 31 de janeiro - Aberto da Austrália
- 6 de fevereiro a 13 de novembro - Fed Cup
- 5 de março a 28 de novembro - Copa Davis
- 22 de maio a 5 de junho - Roland-Garros
- 27 de junho a 10 de julho - Wimbledon
- 29 de agosto a 11 de setembro - US Open
- 14 a 20 de novembro - ATP Finals, em  Londres

### Voleibol
- 16 de junho a 17 de julho - Liga Mundial
- 3 de junho a 10 de julho - Grand Prix

## Fa(c)tos

### Janeiro
- 1 de janeiro - O  Gamba Osaka vence a Copa do Imperador de Futebol
- 11 de janeiro -  Lionel Messi e  Carli Lloyd são escolhidos pela FIFA os melhores jogadores de 2015
- 23 de janeiro - O  Cruzeiro vence a Copa Brasil de Voleibol Masculino
- 25 de janeiro - O  Flamengo vence a Copa São Paulo de Futebol Júnior
- 30 de janeiro
  -  Angelique Kerber vence o torneio de simples feminino do Aberto da Austrália de Tênis
  -  Jamie Murray e  Bruno Soares vencem o torneio de duplas masculinas do Aberto da Austrália de Tênis
  - O  Rio de Janeiro vence a Copa Brasil de Voleibol Feminino
- 31 de janeiro
  -  Novak Djokovic vence o torneio de simples masculino do Aberto da Austrália de Tênis
  -  Bruno Soares e  Elena Vesnina vencem o torneio de duplas mistas do Aberto da Austrália de Tênis
  -  Ed Brown,  Johannes van Overbeek,  Scott Sharp e  Pipo Derani, com um Ligier - Honda, vencem as 24 Horas de Daytona

### Fevereiro
- 7 de fevereiro - O Denver Broncos vence o Super Bowl 50 e se torna campeão da NFL
- 13 de fevereiro - A  Espanha vence o Campeonato Europeu de Futsal
- 21 de fevereiro
  -  Denny Hamlin vence as 500 Milhas de Daytona
  - O  Cruzeiro vence o Campeonato Sul-Americano de Clubes de Voleibol Masculino
- 28 de fevereiro - O  Rio de Janeiro vence o Campeonato Sul-Americano de Clubes de Voleibol Feminino

### Março
- 12 de março - O  Guaros de Lara vence a Liga das Américas de Basquetebol
- 13 de março
  - O  Paris Saint-Germain vence o Campeonato Francês de Futebol
  -  Juan Pablo Montoya vence a etapa de São Petersburgo da Indycar
- 20 de março -  Nico Rosberg vence o Grande Prêmio da Austrália de Fórmula 1

### Abril
- 2 de abril -  Scott Dixon vence a etapa de Phoenix da Indycar
- 3 de abril
  - O  Rio de Janeiro vence a Superliga Brasileira de Voleibol Feminino
  -  Nico Rosberg vence o Grande Prêmio do Bahrein de Fórmula 1
- 10 de abril - O  Sada Cruzeiro Vôlei vence a Superliga Brasileira de Voleibol Masculino
- 17 de abril
  -  Nico Rosberg vence o Grande Prêmio da China de Fórmula 1
  -  Simon Pagenaud vence a etapa de Long Beach da Indycar
- 20 de abril - O  Fluminense vence a Primeira Liga Brasileira de Futebol
- 24 de abril
  -  Simon Pagenaud vence a etapa de Alabama da Indycar
  - O  Juventus vence o Campeonato Italiano de Futebol
- 27 de abril - O  América vence a Liga dos Campeões da CONCACAF

### Maio
- 1 de maio
  -  Nico Rosberg vence o Grande Prêmio da Rússia de Fórmula 1
  - O  Santa Cruz vence a Copa do Nordeste de Futebol
- 2 de maio - O  Leicester vence o Campeonato Inglês de Futebol
- 5 de maio - O  Bayern de Munique vence o Campeonato Alemão de Futebol
- 7 de maio
  - O  ABC vence o Campeonato Potiguar de Futebol
  - O  Paysandu vence o Campeonato Paraense de Futebol
  - O  Luziânia vence o Campeonato Brasiliense de Futebol
  - A  Desportiva Ferroviária vence o Campeonato Capixaba de Futebol
  - O  Sergipe vence o Campeonato Sergipano de Futebol
- 8 de maio
  - O  América Mineiro vence o Campeonato Mineiro de Futebol
  - O  Santos vence o Campeonato Paulista de Futebol
  - O  Vasco da Gama vence o Campeonato Carioca de Futebol
  - O  Internacional vence o Campeonato Gaúcho de Futebol
  - O  Atlético Paranaense vence o Campeonato Paranaense de Futebol
  - O  Santa Cruz vence o Campeonato Pernambucano de Futebol
  - O  Vitória vence o Campeonato Baiano de Futebol
  - O  Chapecoense vence o Campeonato Catarinense de Futebol de 2016
  - O  PSV Eindhoven vence o Campeonato Holandês de Futebol
- 10 de maio - O  Paysandu vence a Copa Verde de Futebol
- 14 de maio
  - O  Barcelona vence o Campeonato Espanhol de Futebol
  -  Simon Pagenaud vence o Grande Prêmio de Indianápolis da Indycar
- 15 de maio
  -  Max Verstappen vence o Grande Prêmio da Espanha de Fórmula 1, se tornando o piloto mais jovem a vencer uma corrida da categoria
  - O  Benfica vence o Campeonato Português de Futebol
- 18 de maio - O  Sevilla vence a Liga Europa da UEFA
- 28 de maio - O  Real Madrid vence a Liga dos Campeões da UEFA
- 29 de maio
  -  Lewis Hamilton vence o Grande Prêmio de Mônaco de Fórmula 1
  -  Alexander Rossi vence as 500 Milhas de Indianápolis
  - O  Lanús vence o Campeonato Argentino de Futebol

### Junho
- 4 de junho
  -  Garbiñe Muguruza vence o torneio de Simples Feminino do torneio de tênis de Roland-Garros
  -  Sébastien Bourdais vence a primeira corrida da etapa de Detroit da Indycar
- 5 de junho
  -  Novak Djokovic vence o torneio de Simples Masculino do torneio de tênis de Roland-Garros
  -  Will Power vence a segunda corrida da etapa de Detroit da Indycar
- 11 de junho - O  Flamengo vence o Novo Basquete Brasil
- 12 de junho -  Lewis Hamilton vence o Grande Prêmio do Canadá de Fórmula 1
- 19 de junho
  -  Marc Lieb,  Romain Dumas e  Neel Jani, com um Porsche 919 Híbrido, vencem as 24 Horas de Le Mans
  -  Nico Rosberg vence o Grande Prêmio da Europa de Fórmula 1
- 26 de junho
  -  Will Power vence a etapa de Road America da Indycar
  - O  Chile vence a Copa América Centenário

### Julho
- 3 de julho
  -  Lewis Hamilton vence o Grande Prêmio da Áustria de Fórmula 1
  -  Sébastien Buemi vence o campeonato da Fórmula E
- 9 de julho -  Serena Williams vence o torneio de simples feminino de Wimbledon
- 10 de julho
  - O  Brasil vence o Grand Prix de Voleibol
  -  Andy Murray vence o torneio de simples masculino de Wimbledon
  -  Lewis Hamilton vence o Grande Prêmio da Grã-Bretanha de Fórmula 1
  -  Portugal vence a UEFA Euro
  -  Josef Newgarden vence a etapa de Iowa da Indycar
- 17 de julho
  - A  Sérvia vence a Liga Mundial de Voleibol
  -  Will Power vence a etapa de Toronto da Indycar
- 24 de julho -  Lewis Hamilton vence o Grande Prêmio da Hungria de Fórmula 1
- 27 de julho - O  Atlético Nacional vence a Copa Libertadores da América
- 31 de julho
  -  Lewis Hamilton vence o Grande Prêmio da Alemanha de Fórmula 1
  -  Simon Pagenaud vence a etapa de Mid-Ohio da Indycar

### Agosto
- 3 de agosto - O Comitê Olímpico Internacional aprovou a inclusão do Caratê, Beisebol, Escalada, Skate, Softbol e Surfe no programa dos Jogos Olímpicos de 2020
- 9 de agosto - O  Real Madrid vence a Supercopa da UEFA
- 22 de agosto -  Will Power vence a etapa de Pocono da Fórmula Indy
- 25 de agosto - O  River Plate vence a Recopa Sul-Americana
- 27 de agosto -  Graham Rahal vence a etapa do Texas da Indycar
- 28 de agosto -  Nico Rosberg vence o Grande Prêmio da Bélgica de Fórmula 1

### Setembro
- 4 de setembro
  -  Nico Rosberg vence o Grande Prêmio da Itália de Fórmula 1
  -  Scott Dixon vence a etapa de Watkins Glen da Indycar
- 10 de setembro
  -  Bruno Soares e  Jamie Murray vencem o torneio de duplas masculinas do US Open de Tênis
  -  Angelique Kerber vence o torneio de simples feminino do US Open de Tênis
- 11 de setembro -  Stan Wawrinka vence o torneio de simples masculino do US Open de Tênis
- 17 de setembro - O ciclista  Bahman Golbarnezhad sofre queda mortal nos Jogos Paralímpicos. [1]
- 18 de setembro
  -  Nico Rosberg vence o Grande Prêmio de Singapura de Fórmula 1
  -  Simon Pagenaud vence a etapa de Sonoma e o título da Indycar
  - Encerramento dos Jogos Paralímpicos de Verão
  - O ciclista  Peter Sagan sagra-se campeão da Europa de estrada. [2]

### Outubro
- 1 de outubro - A  Argentina vence a Copa do Mundo de Futsal
- 2 de outubro
  -  Daniel Ricciardo vence o Grande Prêmio da Malásia de Fórmula 1
  - O  Volta Redonda vence o Campeonato Brasileiro de Futebol da Série D
- 9 de outubro -  Nico Rosberg vence o Grande Prêmio do Japão de Fórmula 1
- 16 de outubro -  Marc Márquez vence o campeonato da MotoGP
- 23 de outubro
  - O  Eczacibaši VitrA vence o Campeonato Mundial de Clubes de Voleibol Feminino
  - O  Sada Cruzeiro vence o Campeonato Mundial de Clubes de Voleibol Masculino
  -  Lewis Hamilton vence o Grande Prêmio dos Estados Unidos de Fórmula 1
- 30 de outubro -  Lewis Hamilton vence o Grande Prêmio do México de Fórmula 1

### Novembro
- 2 de novembro - O Chicago Cubs vence a Major League Baseball
- 5 de novembro - O  Boa Esporte vence o Campeonato Brasileiro de Futebol da Série C
- 12 de novembro - O  Atlético Goianiense vence o Campeonato Brasileiro de Futebol da Série B
- 13 de novembro
  -  Lewis Hamilton vence o Grande Prêmio do Brasil de Fórmula 1
  - A  Chéquia vence a Fed Cup de Tênis
- 18 de novembro -  Johnny Sauter vence a NASCAR Camping World Truck Series
- 19 de novembro
  -  Marc Lieb,  Neel Jani e  Romain Dumas, com um Porsche 919 Híbrido, vencem o Campeonato Mundial de Endurance da FIA na categoria protótipos
  -  Nicki Thiim e  Marco Sørensen, com um Aston Martin Vantage GT2 vencem o Campeonato Mundial de Endurance da FIA na categoria turismo
  -  Daniel Suárez vence a NASCAR Xfinity Series
- 20 de novembro
  -  Jimmie Johnson vence a NASCAR Sprint Cup pela sétima vez
  -  Andy Murray vence o ATP World Tour Finals
- 27 de novembro
  - Na Fórmula 1,  Lewis Hamilton vence o Grande Prêmio de Abu Dhabi e  Nico Rosberg vence o campeonato
  - A  Argentina vence a Copa Davis de Tênis
  - O  Palmeiras vence o Campeonato Brasileiro de Futebol
- 29 de novembro - Voo 2933 da LaMia cai na Colômbia com time brasileiro da Associação Chapecoense de Futebol e deixa 71 mortos.

### Dezembro
- 5 de dezembro - A  Chapecoense é declarada campeã da Copa Sul-Americana de Futebol
- 7 de dezembro - O  Grêmio vence a Copa do Brasil de Futebol
- 11 de dezembro -  Felipe Fraga vence o campeonato da Stock Car
- 12 de dezembro - O  Corinthians vence a Liga Nacional de Futsal
- 18 de dezembro - O  Real Madrid vence a Copa do Mundo de Clubes da FIFA
- 31 de dezembro -  Jemima Sumgong e  Leul Aleme vencem a Corrida de São Silvestre